# Vacaciones en Hawaii
Vacaciones en Hawaii (Hawaiian Vacation en inglés) es un cortometraje animado de Pixar dirigido por Gary Rydstrom. El corto está hecho con personajes de la película Toy Story 3, y es una sucesión de los hechos ocurridos en la tercera parte de la trilogía. El corto se proyectó en el cine junto a la película Cars 2. Forma parte de Toy Story Toons.

## Argumento
Meses después de Toy Story 3, ha llegado el invierno y Bonnie va a irse de vacaciones con su familia a Hawái. Los juguetes están contentos por la semana de descanso que iban a pasar, pero Barbie y Ken salen de la mochila del colegio de Bonnie y revelan que viajaron dentro para poder ir de vacaciones a Hawái, pero Bonnie no se había llevado la mochila al viaje. Ken se horroriza al ver que no estaban en Hawái, y Barbie le revela a Woody que planeaban darse el primer beso en Hawái en una playa al atardecer, y le muestra un folleto en el que aparecía esa imagen. Entonces, los juguetes por idea de Woody montan en el cuarto de Bonnie un escenario imitando a Hawái. Ken y Barbie disfrutan de la estancia como si estuvieran realmente en Hawái. A la puesta de sol, Ken y Barbie salen a la nieve del jardín y se dan su primer beso tal como recrea el folleto. Sin embargo, al dar unos cuantos pasos se entierran bajo la nieve. En una escena poscréditos se muestra a los juguetes tratando de liberar a Ken y Barbie de un bloque de hielo en el que están congelados.

## Reparto
| Personaje         | Actor de voz          |
| ----------------- | --------------------- |
| Woody             | Tom Hanks             |
| Buzz Lightyear    | Tim Allen             |
| Buzz Lightyear    | Javier Fernández-Peña |
| Jessie            | Joan Cusack           |
| Ken               | Michael Keaton        |
| Barbie            | Jodi Benson           |
| Sr. Cara de Papa  | Don Rickles           |
| Sra. Cara de Papa | Estelle Harris        |
| Rex               | Wallace Shawn         |
| Jam               | John Ratzenberger     |
| Slinky            | Blake Clark           |
| Trixie            | Kristen Schaal        |
| Risas             | Bud Luckey            |
| Sr. Espinas       | Timothy Dalton        |
| Dolly             | Bonnie Hunt           |
| Buttercup         | Jeff Garlin           |
| Marcianitos       | Jeff Pidgeon          |
| Peas-in-a-Pod     | Zoe Levin             |
| Capitán Zip       | Angus MacLane         |
| Bonnie Anderson   | Emily Hahn            |
| Julia Anderson    | Lori Alan             |

- Datos: Q2457085